# III. Mediteranske igre – Beirut 1959.
III. Mediteranske igre su su bile održane u Beirutu u Libanonu, čime su ove igre nakon boravka u Europi i Africi, prešle i na azijski kontinent. 
Sudjelovalo oko tisuću sportaša (sve su bili muški) iz trinaest zemalja sudionica, a igre su se održale od 11. listopada do 23. listopada 1959. godine.
Igre su se pokazale potpunim uspjehom, podosta i zahvaljujući predsjedniku Libanonskog olimpijskog odbora, koji je također bio i predsjednikom Odbora Mediteranskih igara.
Na završetku ovog natjecanja, Francuska je opet bila najboljom sudionicom. "Nova" sudionica, Ujedinjena Arapska Republika, UAR, je bila druga po rezultatima, a Turska je bila treća.

## Tablica odličja
Ljestvica je napravljena prema broju osvojenih zlatnih, srebrnih i brončanih odličja. Kriterij je bio: više osvojenih zlatnih odličja nosi i više mjesto na ljestvici, a u slučaju istog broja, gleda se broj osvojenih srebrnih odličja, a u slučaju istog broja tih odličja, gleda se broj osvojenih brončanih odličja. U slučaju da je i tada isti broj, poredak je prema abecednom redu. Ovaj sustav primjenjuju Međunarodni olimpijski odbor, IAAF i BBC.

Podebljanim slovima i znamenkama je označen domaćinov rezultat na ovim Mediteranskim igrama.
| Mediteranske igre 1959. |             |       |        |        |       |
| Mj.                     | Država      | Zlato | Srebro | Bronca | Zbroj |
| 1.                      | Francuska   | 26    | 27     | 16     | 69    |
| 2.                      | UAR         | 23    | 21     | 30     | 74    |
| 3.                      | Turska      | 13    | 8      | 1      | 45    |
| 4.                      | Egipat      | 12    | 20     | 17     | 46    |
| 5.                      | Italija     | 12    | 5      | 4      | 21    |
| 6.                      | Jugoslavija | 11    | 9      | 8      | 28    |
| 7.                      | Grčka       | 8     | 9      | 13     | 30    |
| 8.                      | Španjolska  | 5     | 12     | 12     | 29    |
| 9.                      | Tunis       | 3     | 2      | 1      | 6     |
| 10.                     | Maroko      | 2     | 3      | 2      | 7     |
|                         | UKUPNO      | 106   | 106    | 104    | 316   |

## Vanjske poveznice
- Međunarodni odbor za Mediteranske igre
- Atletski rezultati na gbrathletics.com